# 黃建衷
黄建衷（？—？），字季主，號取吾，湖廣黄州府麻城县人，明朝政治人物。

## 生平
萬曆七年（1579年）与张居正公子状元张懋修同举己卯科湖廣乡试举人，两人相识最厚。此后久困科场，萬曆二十九年（1601年）方中式辛丑科二甲十七名進士，吏部觀政，授官户部云南司主事。三十三年調兵部主事，三十七年降補金華府推官，本年养病，三十九年京察以浮躁去職。四十年降山東運判，四十一年考察降調。四十四年授山東按察司照磨，四十六年升南安府推官。

## 軼事
黄建衷爱慕梅国桢之女梅澹然，却反被梅氏骗走爱妾，黄羞赧不敢言，为乡里所诮。

## 家族
曾祖黄镇，典膳。祖父黄淛，序班。